# Марія-Магдалена Русу
Марія-Магдалена Русу (30 вересня 1999 , Фелтічень, Сучава ) — румунська веслувальниця, олімпійська чемпіонка 2024 року, чемпіонка світу та Європи.

## Виступи на Олімпіадах
| Олімпіада  | Дисципліна | Місце |
| ---------- | ---------- | ----- |
| Токіо 2020 | вісімки    | 6     |
| Париж 2024 | четвірки   | 4     |
| Париж 2024 | вісімки    | 1     |

## Зовнішні посилання
- Марія-Магдалена Русу на сайті FISA.